# Sierra Leone op de Olympische Zomerspelen 2016
Sierra Leone nam deel aan de Olympische Zomerspelen 2016 in Rio de Janeiro, Brazilië. Tot de Sierra Leoonse selectie behoorden vier atleten, actief in de atletiek en het zwemmen. Sierra Leone won geen olympische medaille in 2016.

## Deelnemers en resultaten
(m) = mannen, (v) = vrouwen 

### Atletiek
| Olympiër       | Discipline | Resultaat | Prestatie                                                     |
| -------------- | ---------- | --------- | ------------------------------------------------------------- |
| Ishmail Kamara | 100m (m)   | 71e       | voorronde serie 3: 4de in 10,95                               |
|                |            |           |                                                               |
| Hafsatu Kamara | 100m (v)   | 59e       | voorronde serie 1: 1ste in 12,24 kwartfinale 2: 8ste in 12,22 |

### Zwemmen
| Olympiër          | Discipline         | Resultaat | Prestatie             |
| ----------------- | ------------------ | --------- | --------------------- |
| Osman Kamara      | 50m vrije slag (m) | 73e       | serie 2: 4de in 26,90 |
|                   |                    |           |                       |
| Bunturabie Jalloh | 50m vrije slag (v) | 88e       | serie 1: 4de in 39,93 |